# NGC 2937

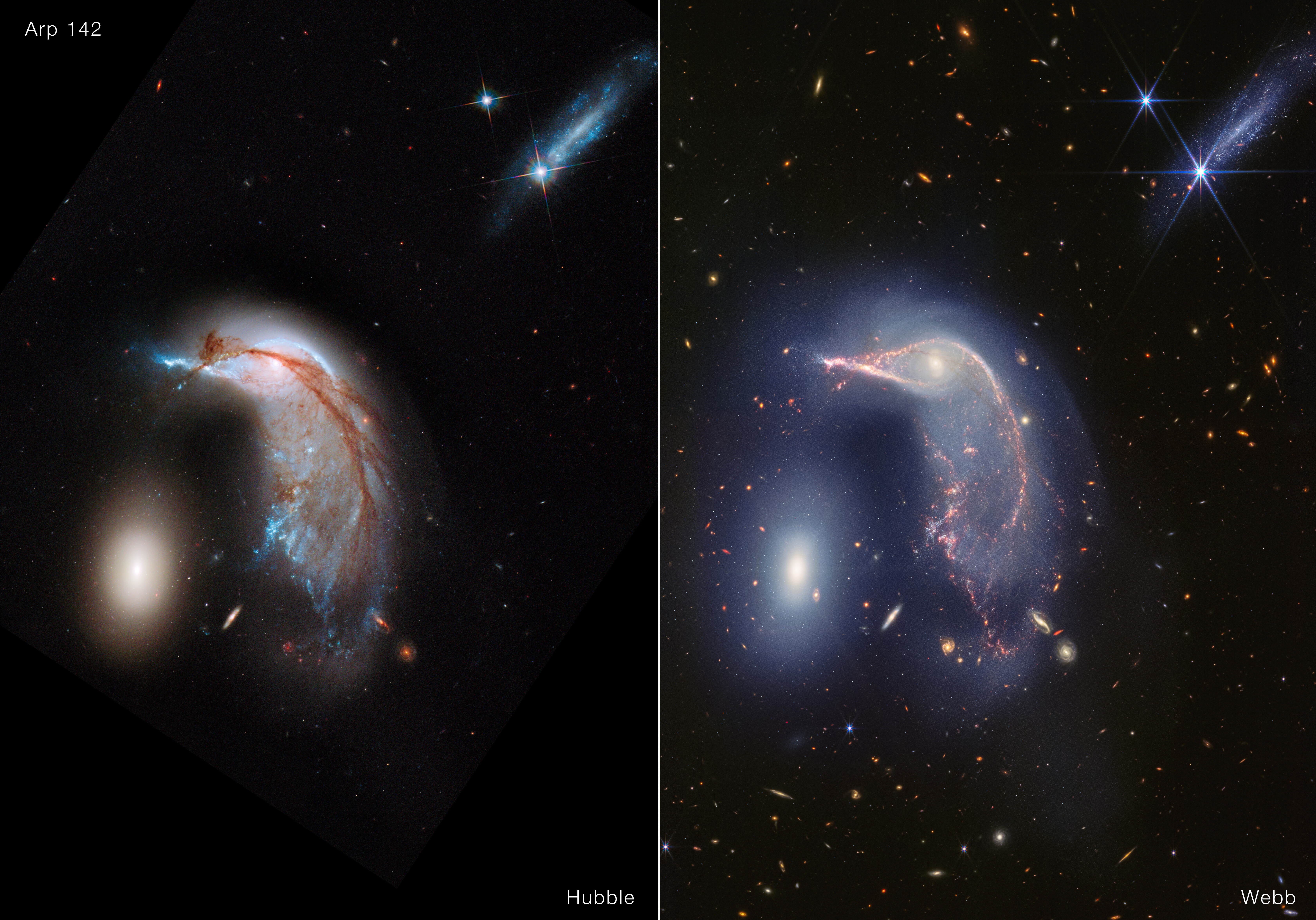
Arp 142 imagé par les télescopes spatiaux Hubble et James Webb.

NGC 2937 est une vaste galaxie elliptique située dans la constellation de l'Hydre. NGC 2937 a été découverte par l'astronome allemand Albert Marth en 1864.

## Caractéristiques
Sa vitesse par rapport au fond diffus cosmologique est de 105,1 ± 7,4 km/s, ce qui correspond à une distance de Hubble de 105,1 ± 7,4 Mpc (∼343 millions d'al).

## Galaxies en interactiom
La galaxie NGC 2937 est en forte interaction gravitationnelle avec sa voisine NGC 2936, une galaxie spirale particulière. Cette interaction a donné à cette dernière un aspect qui est loin de celui d'une galaxie spirale. La forme de NGC 2936 lui a valu le surnom de galaxie du marsouin (« porpoise » en anglais). Ensemble, ces deux galaxies figurent d'ailleurs dans l'atlas des galaxies particulières de Halton Arp sous la cote Arp 142. Halton Arp les utilise comme un exemple provenant d'une galaxie elliptique. Cette paire de galaxies figurent également dans l'atlas des galaxies à anneau (Atlas and Catalog of Collisional Ring Galaxies) de Madore, Nelson et Petrillo.